# Isaac Ezban
Isaac Ezban (Ciudad de México, 15 de abril de 1986) es un director, escritor y productor de cine mexicano, en particular en el género de ciencia ficción. Ha dirigido las películas El incidente (2014) y Los Parecidos (2015), Parallel y Mal de Ojo. Es uno de los propietarios de Autocinema Coyote.[cita requerida]

## Vida y carrera
Isaac nació y se crio en la Ciudad de México, en una familia judía. Estudió comunicación con especialización en cine en la Universidad Iberoamericana, drama en Londres, en The Method Studio, y cinematografía en Nueva York, en la Academia de Cine de Nueva York. Escribió cuatro novelas cortas antes de comenzar a trabajar en la industria del cine.
El primer largometraje de Isaac, El incidente, protagonizado por Raúl Méndez, Nailea Norvind, Hernán Mendoza, Humberto Busto y Fernando Álvarez Rebeil, se estrenó en el Festival de Cannes, en el Blood Window Midnight Galas. También ganó el Mejor Guion Original en el GIFF, el Premio Primero de México en el Festival Internacional de Cine de Los Cabos y otros 16 premios, y fue elogiado por Guillermo del Toro. Su segundo largometraje, Los Parecidos, a partir de Gustavo Sánchez Parra, se estrenó en Fantastic Fest y en el Festival de Cine de Sitges. También ganó el premio a la Mejor Película Latinoamericana en Sitges y el premio a la prensa en el Morbido Film Fest.
En el 2016, Isaac fue contratado por Bron Studios para dirigir su tercer largometraje y su primera película paralela en inglés, protagonizada por Aml Ameen, Martin Wallström, Georgia King, Mark O'Brien, Alyssa Díaz y Kathleen Quinlan. También está programado para dirigir el próximo largometraje basado en la novela de Dan Simmons, Summer of Night, de Sony Pictures. Isaac Ezban está representado por Paradigm Talent Agency y Good Fear Management.